# Kouriogenys
Kouriogenys — рід вимерлих ссавців ранньої крейди південної Англії. Тип і єдиний вид був спочатку описаний як Spalacotherium minus Річардом Оуеном у 1871 році для зубного зуба з берріаської формації Лулворт, хоча в 2012 році Брайан Девіс дав йому власний рід. Назва роду походить від давньогрецького «молодий» і «щелепа» щодо способу заміни премолярів. Kouriogenys тісно пов'язаний із співіснуючими родами Peramus і Peramuroides, і разом з іншими родами вони складають родину Peramuridae, групу вимерлих затериїв.